# Sociedad Tolkien Eslovena Gil-galad
La Sociedad Tolkien Eslovena Gil-galad (Slovensko Tolkienovo društvo Gil-galad – STD) fue fundada como asociación literaria sin ánimo de lucro en 1998. La sociedad tiene su sede en Liubliana (Eslovenia), aunque organiza sus eventos por todo el país. Además, mantiene relaciones fijas con asociaciones Tolkien extranjeras, especialmente con la Sociedad Tolkien Austríaca (Österreichische Tolkiengesellschaft – ÖTG) y la Sociedad Tolkien Húngara (Magyar Tolkien Társaság). En 2010, la sociedad Gil-galad contaba unos 50 miembros. Los asociados de la sociedad se encuentran regularmente cada fin de mes en lugares previamente determinados y anunciados en la página web oficial y en el foro de los miembros.

## Desarrollo
Los comienzos de la sociedad se remontan a principios del año 1998, cuando los aficionados de J. R. R. Tolkien se encontraron por primera vez vía internet. En junio del mismo año su líder, Blaž Berlec, editó la primera publicación de la sociedad y en agosto se realizó el primer encuentro oficial donde los miembros determinaron la fecha oficial de fundación (el 8 de agosto de 1998) y el nombre de la nueva sociedad: Gil-galad. En aquella época la sociedad ya tenía unos quince miembros que empezaron a enlazarse con sociedades Tolkien europeas, especialmente con la sociedad holandesa Unquedor y con su miembro Jan Boom que prestó mucha ayuda a la sociedad eslovena, apoyándola en asuntos burocráticos y regalándole los primeros libros para su biblioteca. A lo largo de los años la sociedad ha ido aumentando y disminuyendo en número de miembros, lo cual también dependía de la popularidad de las obras de Tolkien.

## Actividades
El Gran Encuentro Anual – GEA (Veliko Letno Srečanje – VLS en esloveno) es el evento más importante de la sociedad, y tiene lugar cada verano, cuando los miembros pasan nueve días participando en las actividades y talleres sobre algún tema de Tierra Media. El primer GEA fue organizado en 1999 y hasta el otoño 2010 la sociedad ha organizado doce encuentros en las que han participado tanto los asociados de Eslovenia como los de Austria, Hungría, Italia, Alemania, Holanda y España.

Los talleres en GEA abarcan debates, juegos de sociedad y actividades de grupo teatral, músico, artístico, literario y caligráfico que tratan de algún tema específico sacado de la obra de Tolkien. Al final del encuentro, cada grupo presenta su trabajo en la fiesta de la última noche.

La lucha con garrotes es el deporte más popular de la sociedad, que se ha divulgado también por otras sociedades Tolkien, especialmente en Hungría. La idea surgió ya en el primer Gran Encuentro Anual y se inspira en la raza de los orcos de Tierra Media. En lucha participan dos adversarios que combaten con garrotes blandos de materiales espumosos. El propósito de la lucha es mantenerse derecho en un banco cilíndrico de madera mientras se empuja al adversario para que pierda el equilibrio. El ganador es el que mantiene el equilibrio más tiempo.

Rol en vivo de los caracteres de Tierra Media (o RISK en esloveno) apareció por primera vez en los principios de la sociedad en forma simplificada. Los  participantes se disfrazaron de personajes de la mitología de Tolkien, se dividieron en dos grupos que se lucharon con espadas de madera (más tarde de plástico). Desde entonces el rol en vivo dentro de la sociedad se ha desarrollado con  narrativas complejas y profundas interpretaciones de los caracteres. Aparte de los juegos de rol que se interpretan en el Gran Encuentro Anual, los directores del juego anualmente organizan un día entero dedicado al rol en vivo en un castillo esloveno, como por ejemplo en castillo de Rihemberk o el de Kamen.

La sociedad saca a un concurso artístico cada otoño. El tema se determina ya a finales del verano y a fines de octubre los miembros exponen sus trabajos, de los que tres obtienen premios. Los trabajos pueden ser de cualquier tipo: literarios, culinarios, de pintura, de música, etc. Un producto ganador que fue presentado con mucho éxito a los miembros de las asociaciones Tolkien extranjeras fue el dibujo animado titulado Los sufrimientos de joven Turin.    

## Actividad internacional
Sociedad Tolkien Eslovena mantiene vínculos de amistad con varias sociedades Tolkien europeas. Sus miembros participan regularmente en los eventos de las sociedades Tolkien de Austria (eventos Lasse Lanta, Lost Games Hut), Hungría e Italia (Hobbiton).

En 2008 establecieron relaciones con Sociedad Tolkien Alemana (Deutsche Tolkien Gesellschaft) participando en su evento principal Tolkien Thing.

En 2009 seis asociados de Eslovenia asistieron al Oxonmoot de la Sociedad Tolkien (Tolkien Society) en Oxford.

En mayo de 2011 se planea la participación en la celebración de la Sociedad Tolkien Holandesa Unquedor.

## Publicaciones y apariciones
La Sociedad Tolkien Eslovena publica su fanzine Sijoča zvezda (‘estrella luminosa’) tres veces al año. El primer fanzine fue publicado en 1998 y contenía dos páginas. Con el aumento del número de miembros,  el fanzine fue creciendo en variedad de artículos, tratando tanto temas de Tolkien, su vida, obra y mitología como temas actuales de la asociación. El último fanzine, el número 38, fue publicado en verano 2010.

La sociedad participó en varios eventos vinculados a la obra de Tolkien en Eslovenia. En 2001 la sociedad tomó parte en la formación de la nueva traducción de El señor de los anillos en esloveno. En 2002 los miembros fueron invitados a participar en varias emisiones radiofónicas por la popularidad de la fantasía que había surgido por las tres películas de Peter Jackson. En 2003 la sociedad eslovena presentó la primera traducción de El Silmarillion en esloveno hecha por editorial Karantanija. En 2007 la sociedad tomó parte en la primera traducción en esloveno de Juego de tronos de George R. R. Martin.   Desde 2004 hasta 2010 la Sociedad Tolkien Eslovena Gil-galad protagonizó numerosas presentaciones por todo el país y también por televisión nacional.